# Костел Воздвиження Святого Хреста (Устечко)
Костел Воздвиження Святого Хреста в Устечку — римсько-католицька церква в селі Устечку Тернопільської области України.

## Відомості
- 1876 — за кошти Калікста Понінського споруджено мурований філіальний костел, який освятили 1881 р.
- 1940-і — засновано парафію.

У радянський період закритий владою. Нині — у стані руїни.

## Настоятелі
- о. Петро Хом'як.